# Dawsonia pulchra
Dawsonia pulchra är en bladmossart som beskrevs av Roelof J.van der Wijk 1957. Dawsonia pulchra ingår i släktet Dawsonia och familjen Polytrichaceae. Inga underarter finns listade i Catalogue of Life.